# シェルタリング・スカイ
『シェルタリング・スカイ』（The Sheltering Sky）は、1990年公開のイギリスの映画。製作会社はワーナー・ブラザースで、監督はベルナルド・ベルトルッチ。ポール・ボウルズの小説『極地の空』（原題は同名）をベルトルッチとマーク・ペプローが脚色。主演はデブラ・ウィンガー、ジョン・マルコヴィッチ。1947年の北アフリカを舞台に、嘗ての活気を失った一組の夫婦が辿る過酷な運命を描いた恋愛映画。

## 概要
『ラストエンペラー』に続いて坂本龍一がベルトルッチ映画の音楽を担当し、坂本は2度目となるゴールデングローブ賞 作曲賞（第48回）を受賞した。
原作者ボウルズも本作に出演しており、物語は場末のカフェで、彷徨の果てに喪失と虚無にとりつかれた主人公を「迷ったんだね...。」と迎える、ボウルズの地中海ブルーの瞳で幕を閉じる。
1998年にはカナダでドキュメンタリー映画『ポール・ボウルズの告白 / シェルタリング・スカイを書いた男』（Let It Come Down: The Life of Paul Bowles）が製作された。

## キャスト
※括弧内は日本語吹替
- キット・モレスビー - デブラ・ウィンガー（藤田淑子）
- ポート・モレスビー - ジョン・マルコヴィッチ（津嘉山正種）
- ジョージ・タナー - キャンベル・スコット（山寺宏一）
- エリック・ライル - ティモシー・スポール（玄田哲章）
- エリックの母 - ジル・ベネット（藤夏子）
- スマイル - ベン・スマイル（池田勝）
- フランス人女性 - ニコレッタ・ブラスキ
- ナレーター - ポール・ボウルズ（大木民夫）

## スタッフ
- 監督 / 脚色：ベルナルド・ベルトルッチ
- 脚色：マーク・ペプロー
- 原作：ポール・ボウルズ『極地の空』
- 製作総指揮：ウィリアム・アルドリッチ
- 製作：ジェレミー・トーマス
- 撮影：ヴィットリオ・ストラーロ
- 編集：ガブリエラ・クリスティアーニ
- 音楽：坂本龍一
- キャスティング・ディレクター：セレスティア・フォックス / ジュリエット・テイラー
- プロダクション・デザイナー：フェルディナンド・スカーフィオッティ

## 受賞とノミネート
※太字は受賞
- 第48回ゴールデングローブ賞 作曲賞 / 監督賞
- 第44回英国アカデミー賞 撮影賞 / プロダクションデザイン賞
- 第46回イタリア映画批評家協会賞 シルバーリボン賞（撮影賞）
- 第16回ロサンゼルス映画批評家協会賞 音楽賞
- 第56回ニューヨーク映画批評家協会賞 撮影賞

## エピソード
- ポート役にはデニス・クエイド、ウィリアム・ハート、キット役にはメラニー・グリフィスも予定されていたが予算が極めて少なかったため出演に至らなかった。
- この映画における最後のカットのダイアローグが、アメリカのスラッジ・コアバンドであるニューロシスの楽曲（Enemy of the Sun 収録の Lost）に引用された。